# Eriandra fragrans
Eriandra fragrans là một loài thực vật có hoa trong họ Polygalaceae. Loài này được P.Royen & Steenis mô tả khoa học đầu tiên năm 1952.